# Blefaroptosi
La blefaroptosi o ptosi palpebral és una caiguda de la parpella superior. En nadons i infants, i si és prou greu i no es tracta, la parpella caiguda pot causar altres afeccions, com l'ambliopia o l'astigmatisme, per la qual cosa és especialment important tractar el trastorn en nens abans que pugui interferir amb el desenvolupament de la visió.
El terme prové del grec πτῶσις 'caure, caure'.

## Causes

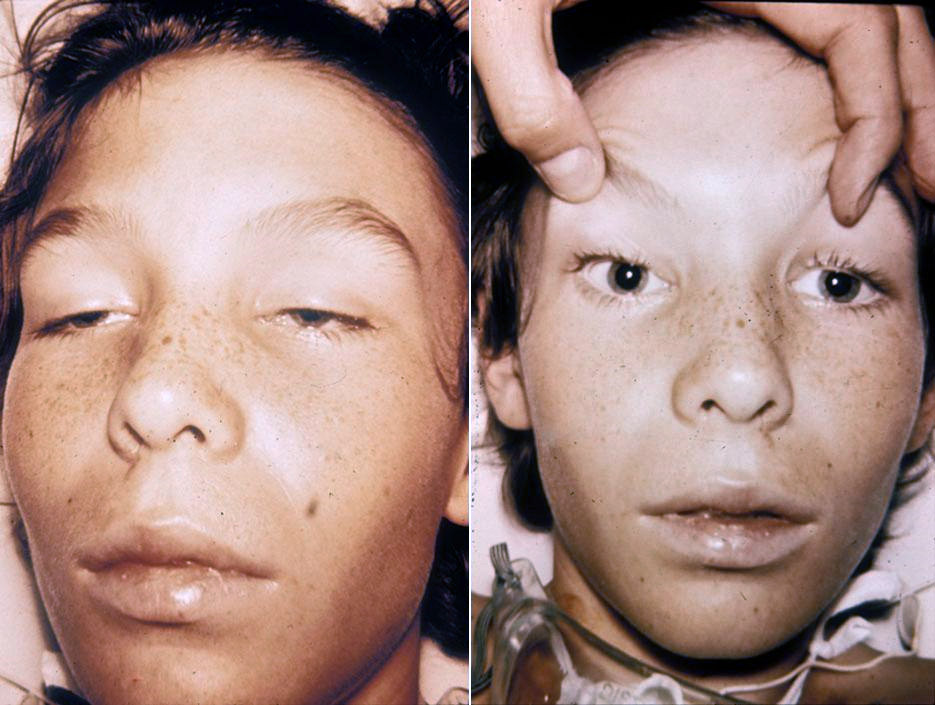
Ptosi neurotòxica causada per la toxina botulínica: un pacient de botulisme de 14 anys amb oftalmoplegia total bilateral amb ptosi (imatge esquerra) i pupil·les dilatades i fixes (imatge de la dreta). L'adolescent estava plenament conscient

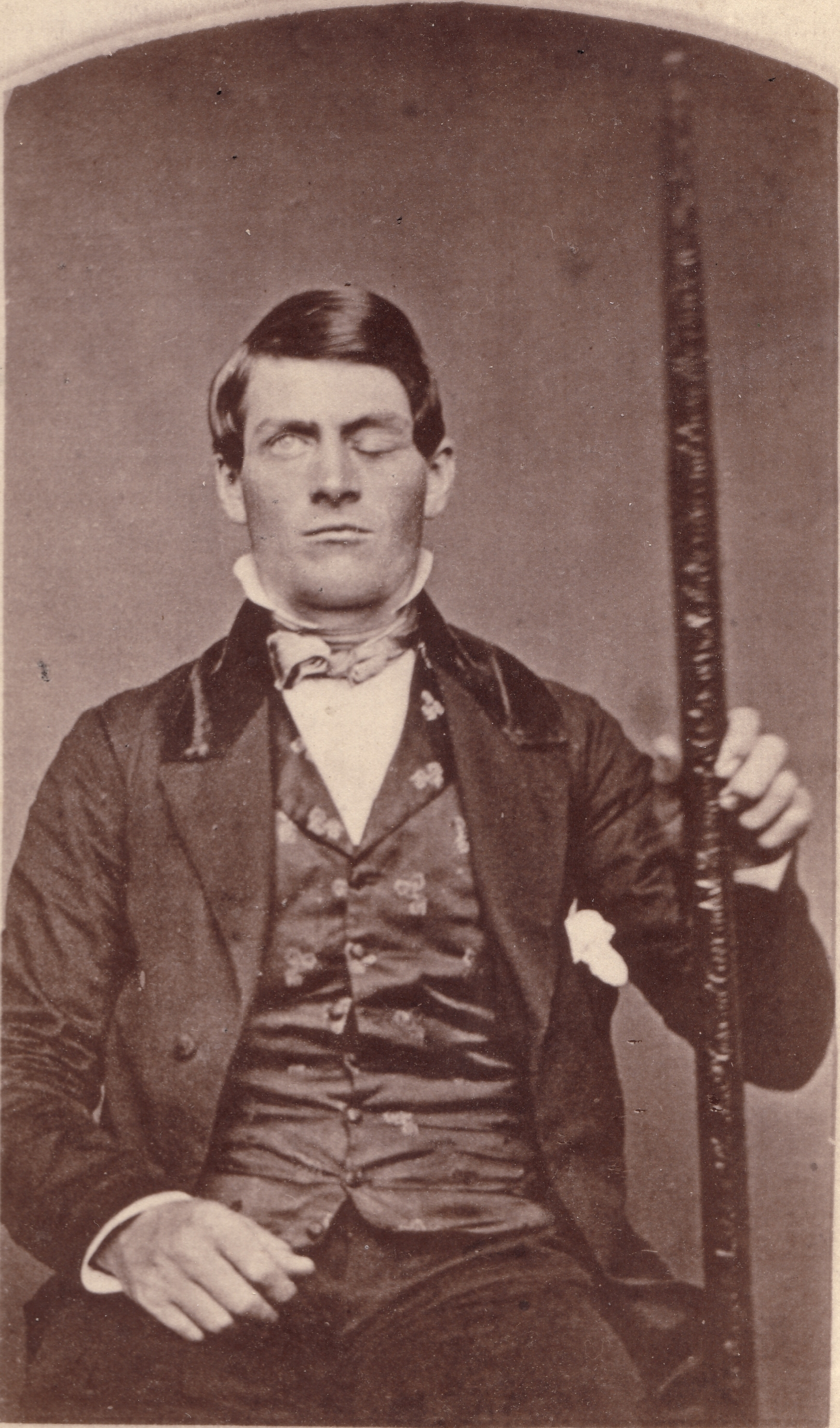
Phineas Gage va presentar una ptosi després d'una cirurgia per tractar les ferides infligides per una barra de ferro que entrava a la galta esquerra, passant per darrere de l'ull esquerre, i sortint a la part superior del seu cap

La ptosi es produeix a conseqüència d'una disfunció dels músculs que eleven la parpella o la seva irrigació nerviosa (nervi oculomotor per l'elevador de la parpella superior i nervis simpàtics per al múscul tarsal superior). Pot afectar un ull o els dos ulls i és més freqüent en la gent gran, ja que els músculs de les parpelles poden començar a deteriorar-se. Els nadons també poden presentar ptosi en néixer com a resultat d'un desenvolupament anormal del múscul elevador prenatal. La ptosi congènita és hereditària en tres formes principals.
Es desconeixen les causes de la ptosi congènita. La ptosi pot ser causada per danys al múscul que aixeca la parpella, danys al gangli simpàtic cervical superior o danys al nervi oculomotor, que controla el múscul. Aquest dany podria ser un signe d'una malaltia subjacent com la diabetis mellitus, un tumor cerebral, un tumor de Pancoast (àpex del pulmó) i malalties que causen debilitat muscular o dany als nervis, com ara la miastènia gravis o la distròfia muscular oculofaríngia. L'exposició a les toxines d'alguns verins de serps, com el de la mamba negra, també pot causar aquest efecte.
La ptosi pot ser causada per l'aponeurosi del múscul elevador, anomalies nervioses, trauma, inflamació o lesions de la parpella o l'òrbita. Es poden produir disfuncions dels elevadors per anticossos autoimmunes que ataquin i eliminin els neurotransmissors.
La ptosi pot ser atribuïble a una causa miogènica, neurogènica, aponeuròtica, mecànica o traumàtica, i normalment es produeix de manera aïllada. Tanmateix, pot estar associada a diverses altres condicions, com ara trastorns immunològics, degeneratius o hereditaris, així com tumors o infeccions.
La ptosi adquirida és causada més sovint per la ptosi aponeuròtica. Això pot ocórrer per senescència, dehiscència o desinserció de l'aponeurosi de l'elevador. A més, la inflamació crònica o la cirurgia intraocular poden provocar el mateix efecte. A més, es creu que l'ús de lents de contacte durant llargs períodes té un cert impacte en el desenvolupament de la malaltia.
Es creu que la ptosi neurogènica congènita és causada per la síndrome de Horner, en la qual una ptosi lleu pot estar associada amb ptosi ipsilateral, hipopigmentació de l'iris i l'arèola, i anhidrosi causada per parèsia del múscul tarsal superior. La síndrome de Horner adquirida pot resultar després d'un traumatisme, una neoplàsia o fins i tot una malaltia vascular.
La ptosi causada per un traumatisme pot produir-se després d'una laceració de la parpella amb la secció transversal de l'elevador de la parpella superior o una interrupció de l'entrada neural.
Altres causes de ptosi inclouen neoplàsies de les parpelles, neurofibromes o cicatrització després d'una inflamació o una cirurgia. Es pot produir una ptosi lleu amb l'envelliment. Una parpella caiguda pot ser un dels primers senyals d'una paràlisi del tercer nervi resultant d'un aneurisma cerebral que d'altra manera és asimptomàtic, una condició coneguda com a paràlisi del nervi oculomotor.